# Microembia rugosifrons
Microembia rugosifrons is een insectensoort uit de familie Anisembiidae, die tot de orde webspinners (Embioptera) behoort. De soort komt voor in Peru.
Microembia rugosifrons is voor het eerst wetenschappelijk beschreven door Ross in 1944.